# شون هوليوود
شون هوليوود (بالإنجليزية: Sean Hollywood)‏ هو لاعب قذف بريطاني، ولد في 1945، وتوفي في 1998.